# IC 3453
IC 3453 — галактика типу Irr   B () у сузір'ї Волосся Вероніки.
Цей об'єкт міститься в оригінальній редакції індексного каталогу.